# El Nispero
El Nispero é uma cidade hondurenha do departamento de Santa Bárbara.